# Mesochorus albionis
Mesochorus albionis là một loài tò vò trong họ Ichneumonidae.